# Aethiopica

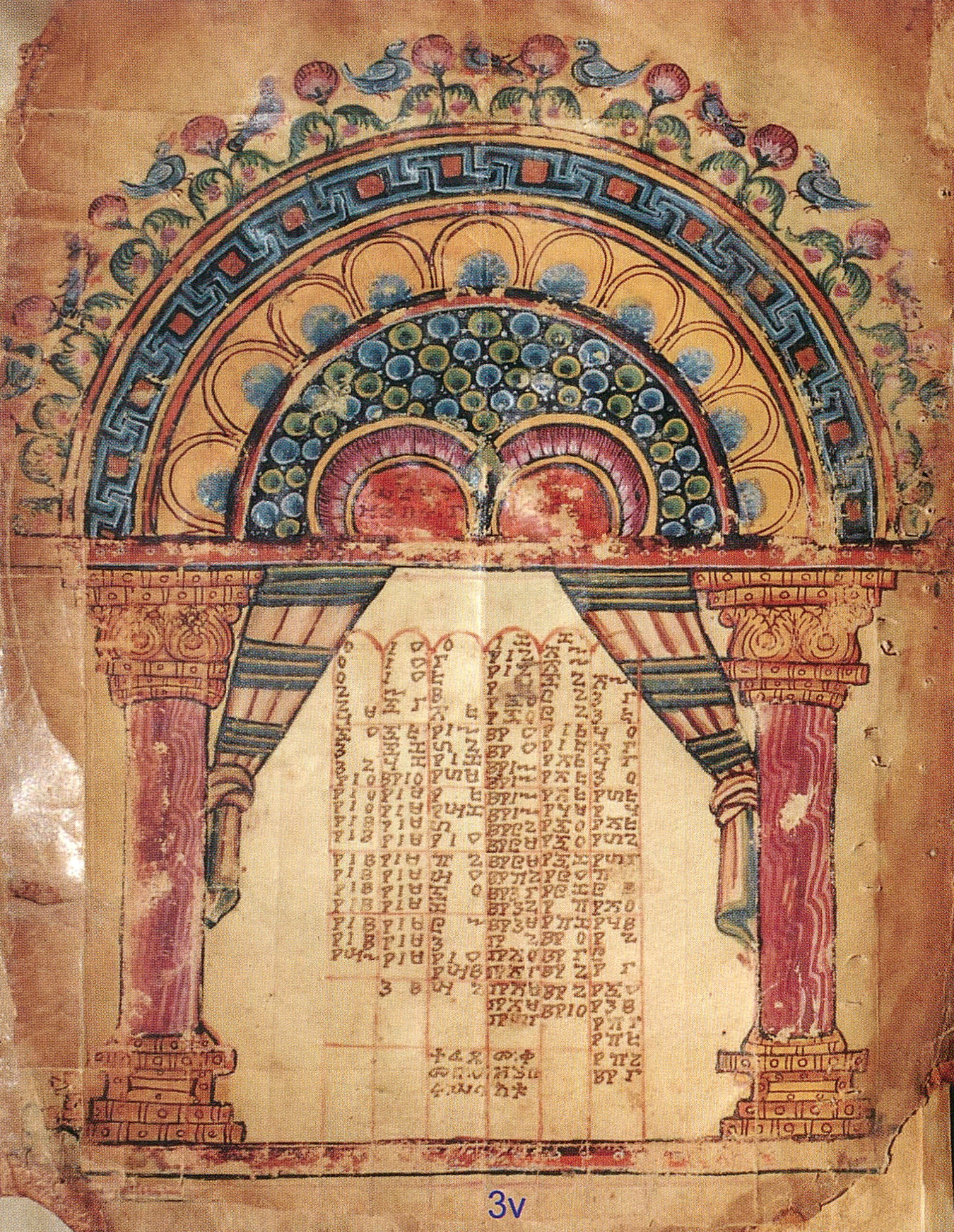
Évangéliaires de Garima, IVe siècle

Aethiopica, International Journal of Ethiopian and Eritrean Studies - fondée en 1998, sous le titre International Journal of Ethiopian Studies - est une revue académique internationale, dont la rédaction est hébergée au Centre d'études éthiopiennes et érythréennes "Hiob Ludolf", du Département d'études africaines et éthiopiennes de l'Asien-Afrika-Institut de l'Université de Hambourg.
Ce magazine a été conçu et dirigé, de 1998 à 2007, par Siegbert Uhlig (volumes 1-12) ; depuis 2010, le directeur est Alessandro Bausi.
La revue paraît chaque année, avec environ ses 300 pages, soit en version en papier, qui est imprimée par l'éditeur Harrassowitz Verlag soit, depuis 2016, dans la version en ligne. Les résumés et la plupart des articles sont accessibles en ligne, sans abonnement; mais quelques articles, publié dans la période 1998-2009, n'est malheureusement pas lisible en ligne, car protégé par le copyright.
Aethiopica est principalement publiée en anglais, mais contient également des articles en français, en allemand et en italien. La revue, depuis 2013, est accompagnée par des Suppléments à caractère monographique, publiés occasionnellement. La nouvelle série,  Aethiopistische Forschungen, a aussi des Actes de conférences et de colloques.
La revue Aethiopica accueille des articles de philologie, d'histoire, d'anthropologie culturelle, de religion, de philosophie, de linguistique, d'archéologie, de littérature, mais tous relatifs à l'Érythrée, à l'Éthiopie et à la Corne de l'Afrique et fournit aussi d'autres matériels d'étude, tels que des critiques et des extraits de thèses universitaires.
Un Index des auteurs est consultable en ligne. On peut rechercher soit le nom de l'auteur, soit le sujet de l'article.
Un diagramme à barres, à partir de l'année 2009, montre le nombre de vues des résumés, ainsi que le nombre de chargements d'articles. Ces statistiques sont mises à jour quotidiennement.